# Thecla wilhelmina
Thecla wilhelmina är en fjärilsart som beskrevs av Kirby 1871/77. Thecla wilhelmina ingår i släktet Thecla och familjen juvelvingar. Inga underarter finns listade i Catalogue of Life.